# Утровачки говор
Слично шатровачком постоји и утровачки говор. Овај говор је мало комплекснији од шатровачког, али такође популаран међу младим људима. Највише се користи у већим урбаним центрима - Београду, Новом Саду, Сарајеву и Загребу. Име „утровачки“ долази од „шатровачког“ само што је испред додато „у“, јер се речи тако граде и настало је „утровачки“ или на утровачком „увачкизаутроње“
Једносложне речи (шта, где, сви, ја , ти...) не добијају никакве суфиксе, префиксе и инфиксе.

## Грађење речи
у + други део речи + за + први део речи + ње
пример: фудбал
удбалзафуње
Постоји и друга варијанта, у којој се изоставља ЗА.
у + други део речи + први део речи + ње
пример: фудбал
удбалфуње
Ова друга варијанта се слабо примењује.

## Примери
1. укипедијазавиње - Википедија
2. убодназаслоње - слободна
3. уциклопедијазаенње - енциклопедија
4. уградзабеоње - Београд
5. утезабрање - брате
6. убијазасрње - Србија
7. уцедизанање - нацеди
8. утразавуње - вутра
9. ундрозасање - Сандро
10. удљивзаневиње - невидљив
11. уљанзамиње - Миљан
12. унерказатрење - тренерка
13. увозапиње - пиво
14. умотазасрање - срамота
15. ублемзапроње - проблем
16. утакзаорње - ортак
17. уколазаниње - Никола
18. уркозамање - Марко
19. улипзафиње - Филип
20. устиназакриње - Кристина
21. уњазаање - Ања
22. уваназајоње - Јована
23. уркозадање - Дарко